# Бейка (приток Тёи)
Бейка — река отрогов Абаканского хребта, правый приток р. Тёя (приток Таштыпа). Длина 32 км. Площадь водосборного бассейна — 271 км².
Впадает в Тёю в 35 км от устья, близ села Оты Аскизского района. Течёт в юго-восточном направлении. В низовьях на протяжении 5 км протекает по долине Тёи на расстоянии 300—500 м от её русла. Типично горная. Имеет около 25 притоков (в том числе правые: Хазанах и Оты). Питание смешанное, преимущественно снеговое. Модуль годового стока 7 л/(с × км²). Водные ресурсы используются в хоз-бытовых целях.

## Данные водного реестра
По данным государственного водного реестра России относится к Енисейскому бассейновому округу. Речной бассейн реки — Енисей, речной подбассейн реки — Енисей между слиянием Большого и Малого Енисея и впадением Ангары, водохозяйственный участок реки — Енисей от Саяно-Шушенского гидроузла до впадения реки Абакан.